# Salinas (Alicante)
Salinas es un municipio de la Comunidad Valenciana, España. Situado en el interior la provincia de Alicante en la comarca del Alto Vinalopó, cuenta con una población de 1775 habitantes (INE 2024). Se trata de un municipio hispanófono, en el que el español cuenta con el predominio lingüístico reconocido legalmente.

## Geografía física

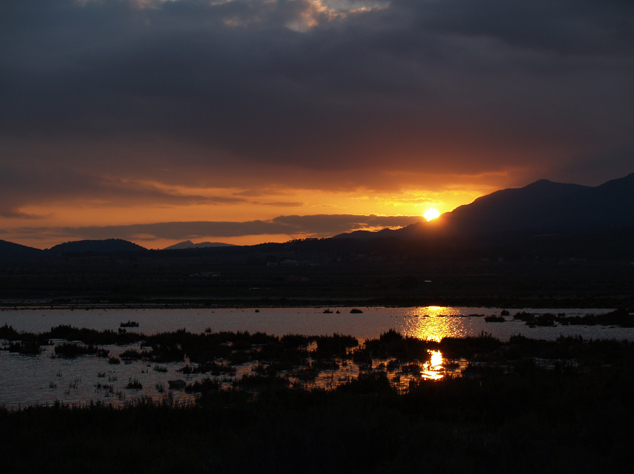
Laguna de Salinas al atardecer.

El municipio de Salinas está situado en una cuenca endorreica, y se extiende alrededor de una laguna hasta 1950, se extraían todavía grandes cantidades de sal. La cuenca está rodeada por la sierra de Salinas al NO, la de la Cabrera al NE, la de Cámara o la Umbría al SE y la de la Sima al SO. Todas ellas forman parte del sistema prebético, con predominio de las rocas cretácicas, desde cuyas laderas hasta la laguna se extienden una serie de glacis con constra de caliza.
Localidades limítrofes
|                | Norte: Villena |                 |
| Oeste: Villena |                | Este: Sax, Elda |
|                | Sur: Monóvar   |                 |

### Clima
El medio climático presenta algunos síntomas de continentalidad y se ve afectado por la sequedad que afecta al valle del Vinalopó, si bien Salinas escapa un poco del área más seca. Así pues, mientras en el fondo del valle las precipitaciones no suelen pasar de 300 mm, en las sierras occidentales de Salinas superan los 400 mm.
Las medias térmicas oscilan entre los 7 de enero y 24 de agosto, registrándose heladas en primavera.

## Historia

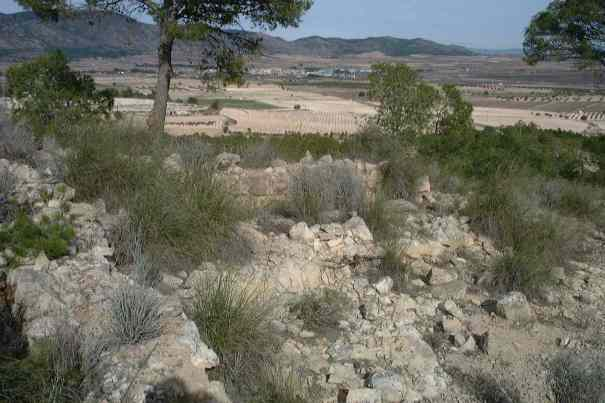
El Puntal de Salinas.

La existencia de la Laguna de Salinas ha marcado y condicionado el poblamiento desde la Prehistoria. Entre los siglos VIII y VII a. C. la zona de la laguna cobró una gran importancia estratégica al estar situada entre la ruta que permitía el paso entre Andalucía y la serranía de Cuenca. La laguna, pese a la insalubridad de sus orillas, favorecía la existencia de tierras de pastoreo y el cultivo de cereales, así como la extracción de sal, de gran importancia económica. Además, el esparto silvestre que crecía alrededor de la laguna fomentó asimismo la producción de textiles.
Años más tarde se establecieron los fenicios, que penetraron desde una colonia situada en las cercanías de Callosa del Segura. Algunas fuentes atribuyen el Tesoro de Villena, gran depósito de oro, plata y hierro, a estas influencias orientales.[cita requerida] En unas estribaciones de la sierra del Puntal se halló un importante núcleo ibérico, El Puntal de Salinas, a raíz de unas excavaciones de José María Soler García en 1952. El declive de la civilización ibera en el área de Salinas viene marcada por la romanización, que comenzó alrededor del siglo III a. C. La zona se despobló, aunque no perdió su fuerza agrícola, dado que se instalaron algunas villas en las estribaciones de la laguna.
Las investigaciones apuntan la existencia de un recinto amurallado del siglo XI con una torre en la que viviría una comunidad andalusí. Tras la conquista cristiana, la población se adjudicó al señorío de Villena, para pasar luego al de Elda y al Reino de Valencia. La citada torre podría ser la que a finales del siglo XIII o principios del XIV se convirtió en una ermita y posteriormente en la primera iglesia de San Antonio Abad. De esa época data también el castillo, del que se han documentado restos que parecen corresponder más a cimentaciones que a alzados de las construcciones.

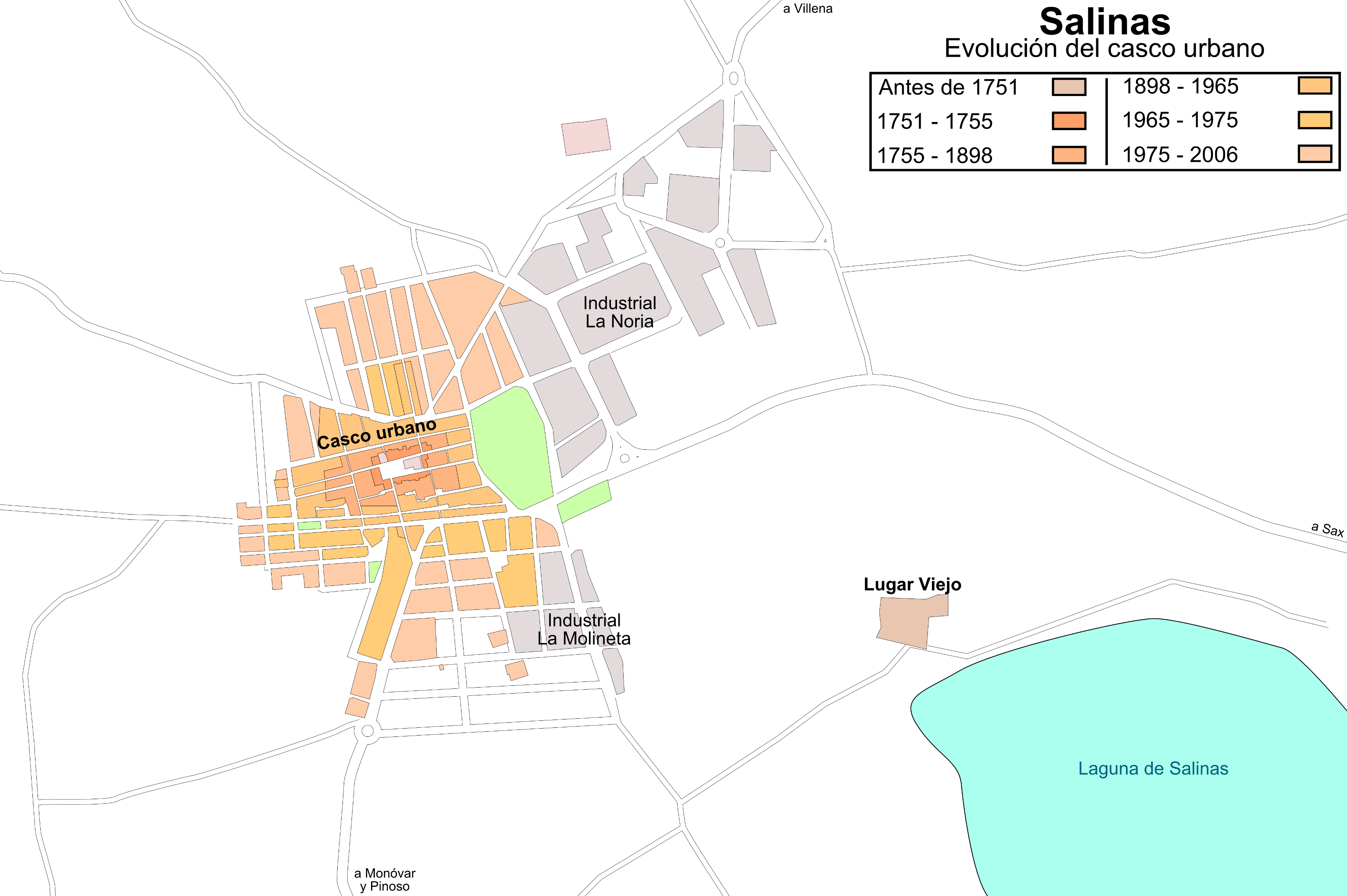
Evolución urbanística de Salinas. Al sureste, al borde de la laguna, se halla el Lugar Viejo, núcleo original de la población; al noroeste se desarrolló el actual casco urbano desde su traslado en 1751.

En 1751 se produjo una gran inundación que anegó totalmente la población. Esta, con la ayuda del conde de Puñonrostro, hubo de reconstruirse y a tal fin se decidió trasladarla a un nuevo emplazamiento, aproximadamente un kilómetro al noroeste de la anterior, más alejada de la laguna. Reutilizando en la medida de lo posible los materiales del antiguo pueblo, se levantó un núcleo de reducidas dimensiones, con número similar de casas y distribuidas de una forma racional al aplicar una trama hipodámica en el diseño urbano. El espacio edificado se organizó en torno a la plaza central (actual plaza de España), en la que se ubican el ayuntamiento y la iglesia parroquial. A los 4 años de iniciadas las obras de traslado, ya se habían edificado 20 viviendas, el ayuntamiento y la nueva iglesia, además de un horno de vidrio, una tienda y un mesón. En 1837, con la abolición de los señoríos, Salinas se convirtió en un municipio independiente. En el Diccionario de Madoz (1845-1850) aparece la siguiente descripción:

L[ugar] con ayunt[amiento] de la prov[inicia] de Alicante (9 horas) [...] Sit[uado] al estremo occidental de la prov[inicia] en las raíces meridionales de la sierra de su nombre [...] Tiene 113 casas, inclusas las del ayunt[amiento] y cárcel; un hospital para pobres enfermos; escuela de niños [...] otra de niñas [...] igl[esia] parr[oquial] (San Antonio Abad) [...] 5 ermitas sostenidas por los vec[inos] y un cementerio á 50 varas al NE. de la pobl[ación]. Los vec[inos] se surten para sus usos de 2 fuentes y varios pozos manantiales de buenas aguas. [...] en su radio comprende [...] varios montes, siendo los principales Cabreras, Cámara, Humbria y Cordillera de Salinas, y una laguna de agua salda inmediata á la pobl[ación] hácia el SE., formada por las vertienes de los montes inmediatos y varios manantiales, ocupando sobre 4,000 tahullas de tierra [...] El terreno participa de monte y llano [...]; secano, a escepcion de una corca huerta que se riega con el agua que nace en una balsa que hay inmediata á la pobl[ación]. Los caminos se dirigen á Valencia, Alicante, Sax y Pinoso, son carreteros y en buen estado. Prod[ucción]: trigo, cebada, avena, maíz, vino, aceite, anis, almendra, patatas y legumbres; mantiene ganado lanar, cabrio y mular, y hay caza de conejos, liebres, perdices y algunos ánades en la laguna. Ind[ustra]: la agrícola, 2 molinos de aciete dentro del pueblo, y 4 en el campo [...], una fáb[rica] de vidrio y 2 de agua fuerte [...] Pobl[ación]: 184 vec[inos], 708 alm[as] [...] Este pueblo empezó a fundarse en el año 1732 (sic), por haberse inundado en el anterior el ant[iguo] de Salinas sit[uado] á 200 varas SE. del nuevo, en el hondo mismo que ocupan hoy las aguas de la laguna, en cuyo estremo setentrional existe todavía una torre de sólida construcción; circuida por un foso de 42 palmos de ancho y 8 de alto, la cual se conserva en bastante buen estado, a pesar de haber sido batida y cubierta por las aguas cerca de un siglo.
Diccionario de Madoz

En 1904 una Real Orden declaró insalubre la laguna, con lo que se empezó a construir un canal de drenaje, cuyas obras terminaron en 1929. Sin embargo, la laguna siguió reteniendo aguas y en 1942 el marqués de Triaño decidió construir pozos de aguas y para la extracción de sal. Este proceso se paralizó en 1952 y la laguna permaneció sin modificaciones hasta 1994, en que el Ministerio de Hacienda la cedió al ayuntamiento de Salinas.

## Geografía humana

### Demografía
Cuenta con una población de 1775 habitantes (INE 2024).
| Gráfica de evolución demográfica de Salinas entre 1842 y 2021                                                         |
| |
| Población de derecho según los censos de población del INE. Población de hecho según los censos de población del INE. |

En 1510 Salinas tenía unos 20 vecinos (unos 80 habitantes), que aumentaron a 60 (unos 240 hab.) en 1646 debido a la emigración hacia tierras dejadas por los moriscos. En 1787 ya reunía 521 habitantes, que crecieron a 973 en 1857 y 1261 en 1910. Luego entró en una fase de estancamiento y emigración que redujo la población a 918 habitantes en 1970, pero después ha aumentado hasta alcanzar en 2003 los 1388 habitantes.
En las últimas décadas del siglo XX se produjo un importante movimiento urbanizador, lo que propició un rápido aumento de la población y aumentó el porcentaje de extranjeros, tanto europeos como extracomunitarios.
| Evolución demográfica de Salinas | Evolución demográfica de Salinas | Evolución demográfica de Salinas | Evolución demográfica de Salinas | Evolución demográfica de Salinas | Evolución demográfica de Salinas | Evolución demográfica de Salinas | Evolución demográfica de Salinas | Evolución demográfica de Salinas | Evolución demográfica de Salinas | Evolución demográfica de Salinas | Evolución demográfica de Salinas | Evolución demográfica de Salinas | Evolución demográfica de Salinas | Evolución demográfica de Salinas | Evolución demográfica de Salinas | Evolución demográfica de Salinas | Evolución demográfica de Salinas | Evolución demográfica de Salinas | Evolución demográfica de Salinas | Evolución demográfica de Salinas |
|                                  | 1860                             | 1900                             | 1930                             | 1960                             | 1981                             | 1991                             | 2000                             | 2005                             | 2010                             | 2011                             | 2012                             | 2013                             | 2014                             | 2015                             | 2016                             | 2017                             | 2018                             | 2019                             | 2020                             | 2021                             |
| -------------------------------- | -------------------------------- | -------------------------------- | -------------------------------- | -------------------------------- | -------------------------------- | -------------------------------- | -------------------------------- | -------------------------------- | -------------------------------- | -------------------------------- | -------------------------------- | -------------------------------- | -------------------------------- | -------------------------------- | -------------------------------- | -------------------------------- | -------------------------------- | -------------------------------- | -------------------------------- | -------------------------------- |
| Población                        | 969                              | 1.440                            | 1.239                            | 1.112                            | 1.000                            | 1.097                            | 1.215                            | 1.466                            | 1.549                            | 1.559                            | 1.603                            | 1.586                            | 1.583                            | 1.597                            | 1.569                            | 1.562                            | 1.585                            | 1.601                            | 1.620                            | 1.642                            |

### Economía

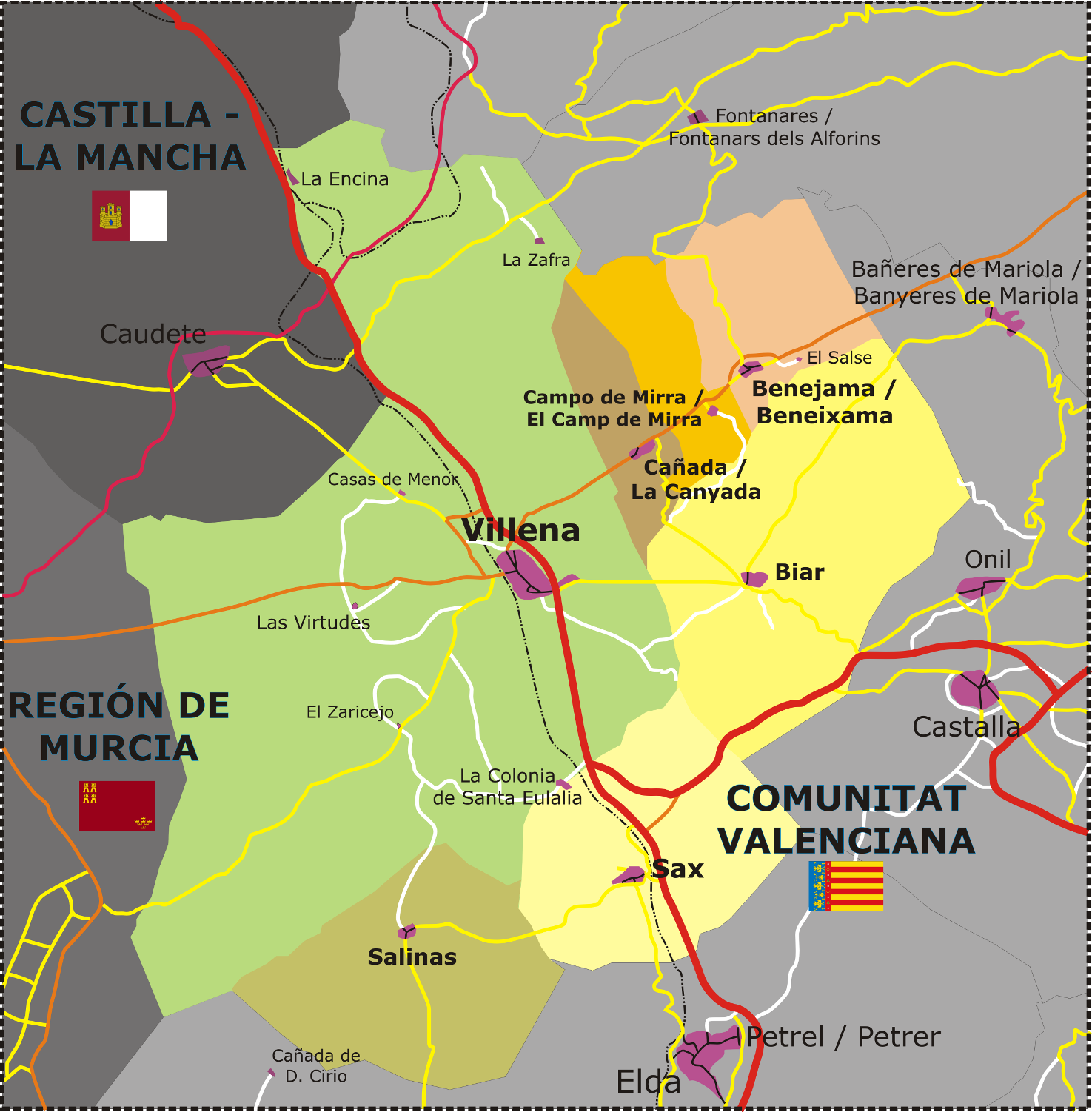
Vías de comunicación del Alto Vinalopó.

El sector agrícola, muy importante hasta la década de 1950, apenas ocupaba en 2003 al 6,6% de la población activa. No obstante, la superficie cultivada es de 2500 ha, lo que supone un 41% del término. Unas 500 de estas ha son de regadío, siendo las restantes de secano. Dominan el almendro, el viñedo y el olivo.
La actividad industrial, una vez desmantelada la extracción de sal, alcanzó un importante desarrollo a partir de la década de 1960, con la fabricación de bolsos y calzado, así como otros sectores menores, que en total ocupan a un 60% de la población.

### Transportes
La única carretera de entidad que atraviesa el término de Salinas es la CV-830, que enlaza en por el norte en la A-31 a la altura de Sax y por el sur en la CV-83 entre Monóvar y Pinoso. A través del Camino de Villena también hay conexión con la Comarcal   CV-813 que une Pinoso con Villena.

## Política

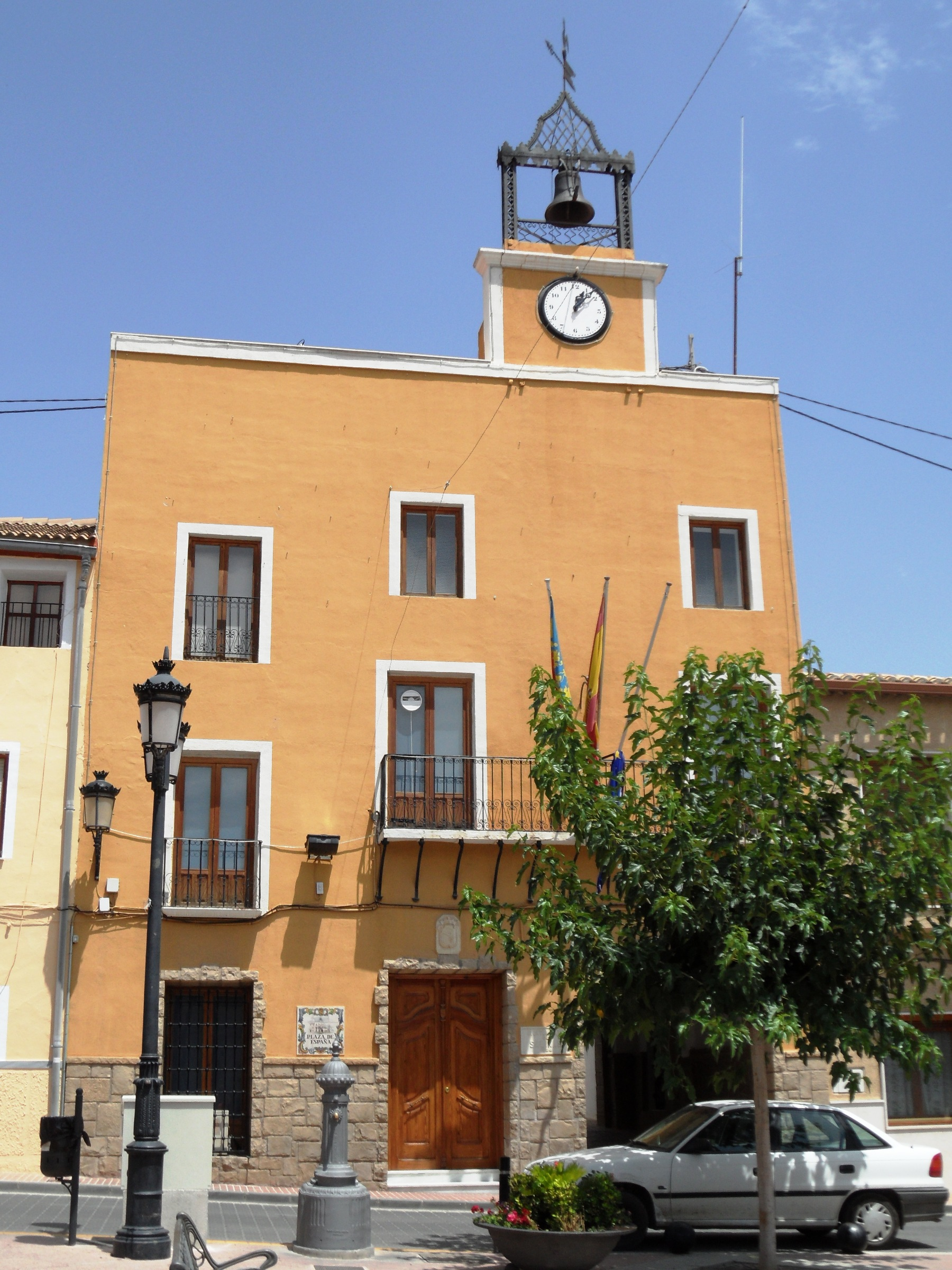
Ayuntamiento de Salinas.

Con la llegada de la democracia en España, se celebraron en 1979 las primeras elecciones democráticas en las que UCD resultó ganador con 349 votos, resultando elegido José Barceló Pérez como alcalde; el segundo partido más votado fue PCE con 138 votos y liderado por Juan José Amorós Vidal; en tercer lugar siguió el PSOE cuyo cabeza de lista era Salvador Serrano Guardiola que consiguió 116 votos. Por el censo de población a Salinas le correspondían 7 concejales.[cita requerida]
Tras esta primera legislatura se produjo la dimisión de Adolfo Suárez y la práctica desaparición de UCD, que afectó también a Salinas. En 1983, las segundas elecciones, se eligieron ya 9 concejales y los resultados dieron la mayoría relativa al partido de derecha AP con 275 votos, seguidos por el PCE con 248 votos y en tercera posición el PSOE con 132 votos. Una coalición entre PCE y PSOE arrebataron la alcaldía a María Peinado Marco, resultando alcalde Juan José Amorós Vidal por el PCE. El pacto de gobierno se vino abajo, aunque los concejales del PSOE decidieron no unirse con AP para presentar una moción de censura contra el PCE.[cita requerida]
En las elecciones de 1987 el PCE obtuvo la mayoría absoluta con 7 concejales y 458 votos, seguido por PP que consigue 2 concejales y 130 votos, no obtienen concejales CDS (Centro Democrático y Social) 54 votos y PSOE con 41.
Las elecciones siguientes (1991) fueron triunfales para PCE y EUPV, que obtuvieron en 1995 su récord de votantes (504).
En 1999 EUPV obtuvo cinco concejales, y PP y PSOE dos concejales cada uno de ellos. EUPV siguió manteniendo la mayoría absoluta.
En las elecciones de 2003 se mantuvieron las proporciones al conseguir el PSOE 3 concejales y el PP uno. No obstante, la división en el seno del PSOE hizo que se rompiera el partido y se crease una nueva agrupación (SI, Salinas Independiente). Asimismo, diferencias entre las políticas regional y local de EU, produjeron que los miembros de EU de Salinas y de otras poblaciones decidiesen escindirse de dicho partido y a nivel Local, se presentarían bajo un nuevo partido independiente (JPS, Juntos Por Salinas, posteriormente bajo las siglas de Iniciativa del Poblé Valencià terminarían por pertenecer a la coalición de Compromiso).
En las elecciones de 2007 JPS obtuvo la mayoría simple de los votos, con 380 (cuatro concejales), PSOE 217 votos (dos concejales), PP (dos concejales) y SI 149 (un concejal). Se formó una gran coalición de partidos con el propósito de desbancar de la alcaldía a Juan José Amorós Vidal, tras 24 años de reelecciones. Así pues, Joaquín Marco Bernabé fue elegido nuevo alcalde de Salinas. En mayo de 2008 se produjo una crisis en el equipo de gobierno, a raíz de la cual el concejal de SI pasó a la oposición.[cita requerida]] En 2010 Isidro Monzó Pérez, del PP, ostentaba el cargo de alcalde.
En las Elecciones Municipales del 22 de mayo de 2011, el Partido Popular consigue una mayoría de 4 concejales, frente a las 3 actas de JPS. El PSOE pierde un concejal y SI revalida su acta. Isidro Monzó es elegido Alcalde de Salinas con los 4 votos del PP y 1 del SI. El PSOE se abstiene y JPS vota en contra.
En las Elecciones Municipales del 24 de mayo de 2015, el Partido Popular con Isidro Monzó a la cabeza, logra la mayoría absoluta del Consistorio con cinco actas frente a Junto Por Salinas/Compromis liderado por Luis Diez Amorós que se quedan con dos concejales, el PSOE con José Miguel Gil Corbí, perteneciente al actual equipo de gobierno con la controversia que supone PP-PSOE; pero consentido tanto a nivel comarcal como provincial y el SI de Antonio José Martínez Cutillas logran cada uno, un acta.
| Periodo   | Nombre                                   | Partido      |
| --------- | ---------------------------------------- | ------------ |
| 1979-1983 | José Pérez Barceló                       | UCD          |
| 1983-1987 | Juan José Amorós Vidal                   | PCE          |
| 1987-1991 | Juan José Amorós Vidal                   | IU-UPV       |
| 1991-1995 | Juan José Amorós Vidal                   | IU           |
| 1995-1999 | Juan José Amorós Vidal                   | EU-EV        |
| 1999-2003 | Juan José Amorós Vidal                   | EUPV         |
| 2003-2007 | Juan José Amorós Vidal                   | EU-Entesa    |
| 2007-2011 | Joaquín Marco Bernabé Isidro Monzó Pérez | PSPV-PSOE PP |
| 2011-2015 | Isidro Monzó Pérez                       | PP           |
| 2015-2019 | Isidro Monzó Pérez                       | PP           |
| 2019-2023 | Isidro Monzó Pérez                       | PP           |
| 2023-act. | Isidro Monzó Pérez                       | PP           |

## Patrimonio

### Patrimonio arquitectónico

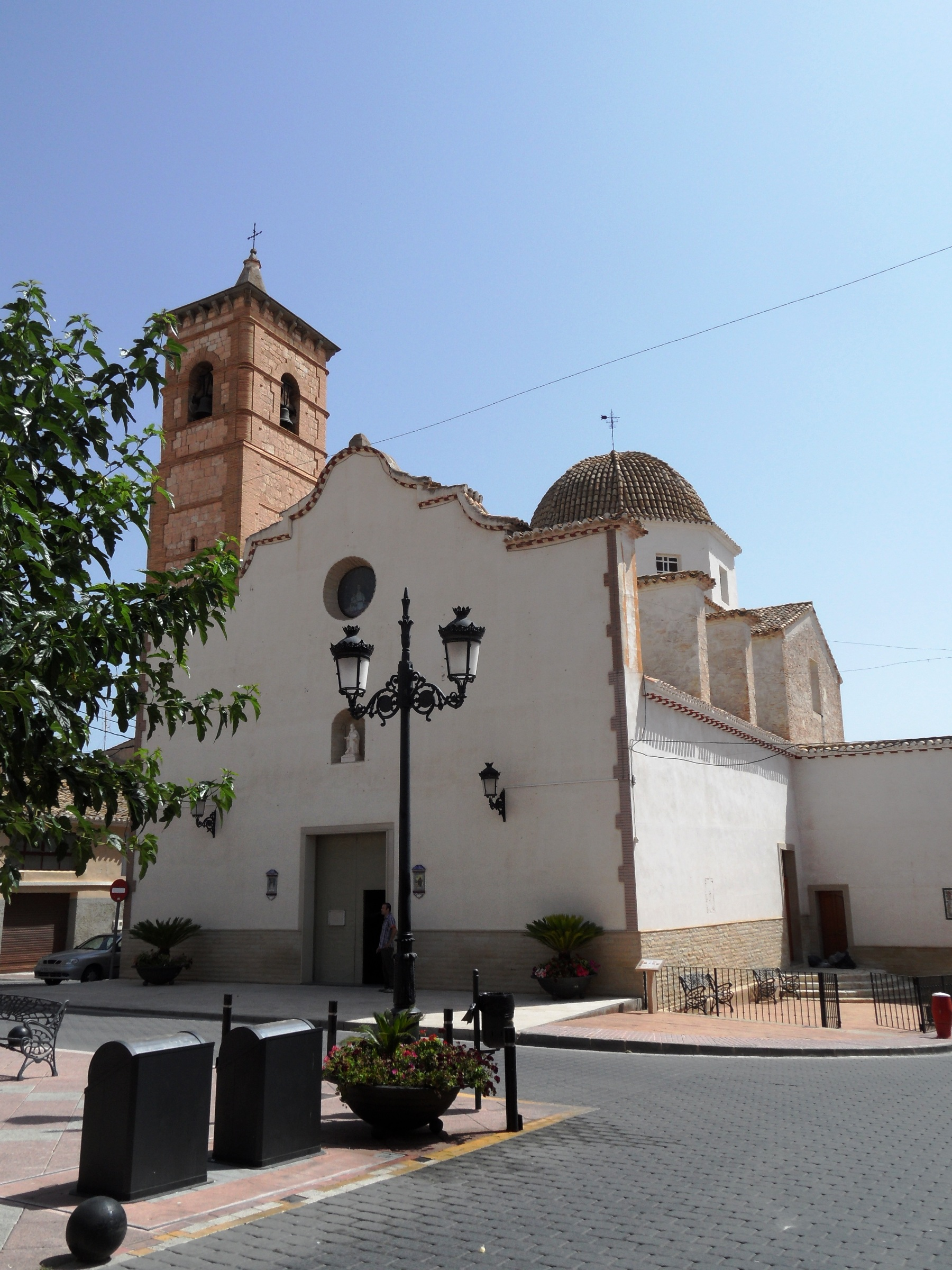
Iglesia parroquial de San Antonio Abad.

- Iglesia parroquial de San Antonio Abad: Sus obras se iniciaron en el siglo XVIII, al trasladar la población su emplazamiento a raíz de la inundación de 1751 y finalizaron en torno al año 1780; cabe destacar que el campanario actual es una reconstrucción datada de 1922, ya que el original fue mandado derribar en 1905 al tomar la torre una inclinación peligrosa.[2] El templo mezcla estilos barroco y neoclásico y tiene una planta de nave única con capillas laterales y cúpula central sobre pechinas. La capilla de la comunión conserva el pavimento original. Entre la decoración hay tres cuadros del pintor salinense Juan Gabriel Barceló.[9]
- Ermita de San Isidro Labrador: Se encuentra alejada unos 2 km del casco urbano,[2] en estado ruinoso.[9] El edificio fue construido en la década de 1950, y fue punto de encuentro de la Romería de San Isidro hasta los años 1990, cuando se tuvo que abandonar debido a encontrarse la Ermita en una finca privada.
- Ermita Nueva de San Isidro: Se construyó a finales de la década de 1990 en el Cabezo del Águila y constituye el eje central de una romería que se realiza el 15 de mayo.[9]
- El Castillo: En la zona denominada de Los Castillos existe evidencia de varias torres y un posible aljibe de época incierta. Todo parece indicar que la fortificación no fue destruida, sino que nunca acabó de construirse.[9] En las cercanías se halla la cueva Borja, usada también ocasionalmente como refugio.[10]

- La Fábrica de Sal: Se trata de un conjunto de edificios situado en las inmediaciones orientales de la Laguna, que hoy en día se encuentra en ruinas y en estado de abandono. Fundada por Víctor de Chávarri, marqués de Triano, a principios del siglo XX, esta funcionó como manufactura de productos químicos derivados del cloruro sódico y la transformación de las sales de magnesio: sin embargo, la actividad de la fábrica se vio paralizada por la Guerra Civil. Tras el conflicto, se reanudó la actividad centrándose principalmente en la extracción de sal y su transformación, para su posterior venta. A finales de la década de 1950, la extracción de sal se volvió más difícil debido al agotamiento de los manantiales, y sobre todo, a la extracción de la capa de sal que servía de impermeabilizante del suelo de la propia laguna, lo que ocasionaba que ya no se retuviese agua en superficie. Por este motivo, la Fábrica de la Sal se cerró en los años 1960.
  - El conjunto arquitectónico se compone de la propia Fábrica, una fuente, unos aseos, una vivienda para los caseros, las antiguas balsas y un canal de desecación situado al suroeste del conjunto principal de edificios.

### Patrimonio arqueológico
- El Puntal: Se trata de un poblado y necrópolis ibéricos fechados en el siglo IV a. C.[2] Está situado a unos 3 km de la localidad y fue excavado a partir de 1952 por José María Soler García. Los materiales descubiertos se hallan expuestos en el Museo Arqueológico de Villena.[9]
- La Molineta: Se trata de un yacimiento que nunca ha sido excavado, aunque se han encontrado varios hallazgos iberos y romanos y se considera que podría tratarse de una necrópolis ibérica.[9]
- Lugar Viejo: Se trata del antiguo recinto de la localidad, ocupado al menos desde el siglo XI por una comunidad andalusí, que construyó un recinto amurallado con torre. Actualmente apenas quedan restos de ninguno de los periodos.[9]

### Patrimonio natural
- Sierra de Salinas: Se trata de un sistema montañoso que se extiende por unos 17 kilómetros de longitud, hacia los términos de Yecla y Villena. En la Sierra de Salinas se han catalogado 500 especies de plantas diferentes, aunque este número es tan solo estimado, pues se piensa que pueden rondar las 800 especies.[11] Se puede encontrar también fauna como el búho real, el cárabo y el águila real. Está además atravesada por multitud de senderos de pequeño recorrido.[11]
- Laguna de Salinas: Se trata de una laguna endorreica de carácter salado en la que desembocan los cursos fluviales de las sierras de alrededor, así como de diversos pozos.[12] Permanece seca durante todo el año, debido a la falta de impermeabilidad del suelo lacustre, y a la sobreexplotación de los acuíferos. En caso de lluvias abundantes, se suele formar una fina lámina de agua casi inobservable dado la gran concentración de plantas halófilas que en los últimos años han tomado casi la totalidad de la Laguna.[13]

## Cultura
- Auditorio municipal: Se inauguró en 2008, con capacidad para 265 espectadores. Está preparado para representaciones teatrales, bandas de música, danza, cine, conferencias y actos protocolarios en general. También dispone de un escenario al aire libre.[14]

### Festividades
- San Antonio Abad: Se celebran en enero en honor a San Antonio Abad, patrón de la iglesia parroquial. Es una de las festividades más antiguas celebradas en Salinas y datan al menos del año 1780, tras la finalización de la Iglesia de San Antonio Abad en su emplazamiento actual. Entre los actos a destacar están la quema de la hoguera de San Antón en el centro de la Plaza de España, la bendición y reparto de los tradicionales rollos de San Antón por la Mayordomía y la bendición de los animales domésticos.[15]
- Moros y cristianos: Se celebran en mayo en honor a la Virgen del Rosario.[2] Participan tres comparsas: Piratas, Contrabandistas y Moros Laguneros. Entre los actos más destacados están la Entrada, la Retreta y las Embajadas[15] No obstante, las fiestas de Moros y Cristianos de Salinas convivieron durante varios años con los elementos de las festividades anteriores, las Fiestas de las Mozas.
- Virgen del Rosario: Se celebran en octubre en honor de la Virgen del Rosario, patrona de la localidad. Las actividades incluyen actos litúrgicos y procesiones.[15]

### Gastronomía
La gastronomía de Salinas está en transición entre la cocina mediterránea y la manchega. Se caracteriza por el uso de aceite de oliva, verduras, carne de cordero y cerdo. En cuanto a la repostería, destacan las tortas preparadas con almendras y las tradicionales toñas, rollos fritos, almendrados y sequillos. Entre los platos más típicos están el gazpacho salinero, la gachamiga (elaboradas con aceite de oliva, sal, harina, ajo y agua), los arroces, sobre todo con conejo y caracoles, caldoso y con garbanzos, el fandango (tomate seco, ñoras, cebollas, pimientos, patatas), la olla gitana (habichuelas, cebolla, arroz, lentejas, acelgas) y la salsa de garbanzos.